# Vânia Toledo
Vania Rosa Cordeiro de Toledo (Paracatu, 29 de janeiro de 1945 — São Paulo, 16 de julho de 2020) foi uma fotógrafa e socióloga brasileira.

## Biografia
Nascida em Minas Gerais, chegou a São Paulo em 1961. Antes de seguir a carreira fotográfica, trabalhou com livros didáticos no departamento de educação e pesquisas especiais da Editora Abril, entre 1969 e 1979, e foi professora de história no Colégio Duque de Caxias, em Osasco, São Paulo, de 1970 a 1973. Graduou-se em Ciências Sociais pela Universidade de São Paulo (USP) em 1973. Autodidata, começou a fotografar amadoramente e se tornou pioneira no registro da noite paulistana. Iniciou a carreira de fotógrafa em 1978, como colaboradora do jornal Aqui São Paulo. Assumiu o posto de editora de fotografia em 1979.
Ganhou projeção com o livro e exposição Homens (1980), em que fotografou 28 homens nus, entre eles Caetano Veloso, Ney Matogrosso, Nuno Leal Maia, Walter Franco e Roberto de Carvalho. Durante sua carreira, publicou quatro livros. Também fotografou diversas encenações como O Balcão (1969), Macunaíma (1978), Hair (1968), Fala baixo senão eu grito (1969), O Mistério de Irmã Vap (1988) e A vida é sonho (1991).
Em 1981, abriu seu próprio estúdio, onde produziu fotos para revistas como Vogue, Interview, Claudia, Veja, IstoÉ, Time e Life.
Foi agraciada em 2007 com a Ordem do Mérito Cultural.

### Morte
Morreu em 16 de julho de 2020 em função de uma infecção urinária, que levou a uma septicemia e arritmia cardíaca.
Seu acervo foi adquirido pelo Instituto Moreira Salles (IMS).

## Exposições individuais
- 1991 – Personagens Femininos, Galeria São Paulo
- 1997 – Personagens Femininos, Museu de Arte Moderna, Rio de Janeiro
- 1995 – Salomé, Galeria do Banco Real, São Paulo
- 1995 – Pantanal, Galeria São Paulo
- 1996 – Entre Lençóis, Galeria São Paulo
- 2005 – Detalhes: Achados e Perdidos do Centro da Cidade, Espaço Nossa Caixa, São Paulo
- 2007 – Palco Paulistano, SESC Pinheiros, São Paulo
- 2007 – Palco Paulistano, Festival Internacional de Teatro de Rio Preto, SP
- 2008 – Palco Paulistano, SESC Santo André, SP
- 2008 – Diário de Bolsa - Instantâneos do Olhar, Pinacoteca do Estado, São Paulo
- 2008 – Mulheres Espetaculares, Caixa Cultural, São Paulo

## Livros publicados
- Homens. São Paulo: Cultura, 1980
- Personagens femininos. Editora Bamerindus, 1991
- Pantanal. São Paulo, 1996
- Salomé. São Paulo: Banco Real, 1997